# Menon (Kochbuchautor)

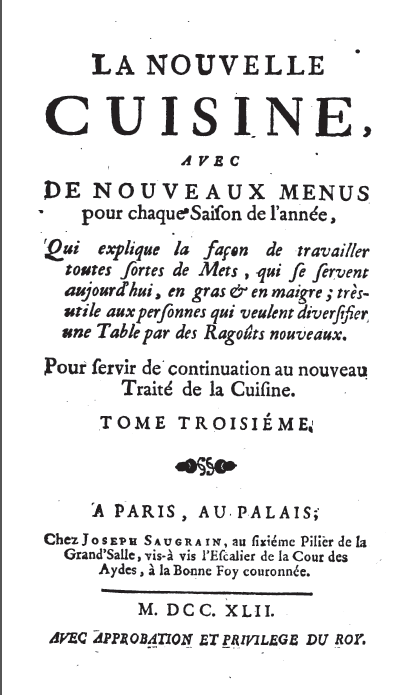
Titelseite des Erstlingswerks von Menon. Nouveau Traité de la Cuisine, Band 3, 1742.

Menon war das Pseudonym eines populären französischen Kochbuchautors aus dem 18. Jahrhundert mit unbekannter Biografie, der in der Mitte des 18. Jahrhunderts zahlreiche Kochbücher und Kochanleitungen – auch unter Berücksichtigung der Lebensmittelkunde – verfasste. Sie gelten als frühe Standardwerke der französischen Kochkunst und der Bürgerlichen Küche.
Sein bekanntestes Werk ist La Cuisinière bourgeoise (‚Die bürgerliche Köchin‘), das mit königlicher Erlaubnis 1746 noch unter dem Ancien Régime erschien. Seine Bücher wurden bis zur heutigen Zeit oft nachgedruckt und plagiiert. Übersetzungen erschienen u. a. in England, im Königreich Sardinien-Piemont und in Nordamerika. Von Nikolai Jatsenkov existiert eine russische Übertragung aus den Jahren 1790/91. 1825 erschien sein Hauptwerk  in Québec; es war das erste Kochbuch, welches auf dem Gebiet des späteren Kanadas veröffentlicht wurde. In deutscher Sprache wurde sein Hauptwerk früher u. a. unter dem Titel Kochanleitungen für die Bürgersfrau veröffentlicht.
Das umfangreiche Werk La Cuisinière bourgeoise ist modern und methodisch aufgebaut. Es definiert im Vorwort, was eine gute Köchin des Bürgertums ausmacht und geht dann ausführlich auf die Lebensmittelkunde ein. Der Rezeptteil ist in erster Ordnung nach Thema (Suppen, Rind, Schaf, Kalb, Schwein, Geflügel, Wild, Fisch, Gemüse, Eierspeisen, Buttercrèmes, Pâtisserie, Ragouts, Kompott, Marmelade) und in zweiter Ordnung alphabetisch geordnet. Abgerundet wird das Buch mit einem Abschnitt über Arts de la table (Tafelgedeck, Präsentation und Servieren) sowie einem Kapitel über Hauswirtschaft.

## Schriften
- Nouveau Traité de la Cuisine, Paris, 1739, 3 Bde.
- La Cuisinière bourgeoise, Paris, 1746, 2 Bde.
  - Neuauflage bei Nabu Press, 2012. ISBN 978-1-277-92867-9
- La Science du Maître d’Hôtel cuisinier, avec des Observations sur la connaissance et la propriété des aliments, Paris, 1749
- Les Soupers de la Cour, ou l’art de travailler toutes sortes d’aliments pour servir les meilleures tables, Paris, 1758
- Traité historique et pratique de la Cuisine, Paris, 1758, 2 Bde.
- Le Nouveau Cuisinier français, 3 Bde.
- Manuel des Officiers de bouche, Paris, 1759
- La Science du Maître d’hôtel confiseur, Paris, 1768